# 拜恩富特
拜恩富特是德国巴登-符腾堡州的一个市镇。总面积16.02平方公里，总人口7184人，其中男性3562人，女性3622人（2011年12月31日），人口密度448人/平方公里。

## 友好城市
- 法國 圣阿韦坦